# Noordelijk Hoogland
Het Noordelijk Hoogland is een hoogland in het noorden Madagaskar.
Het wordt gescheiden van het Centraal Hoogland door de vallei Seuil de Mandritsara ("Drempel van Mandritsara"). Deze vallei heeft klaarblijkelijk een barrière gevormd tegen de dispersie van soorten in het hoogland, waardoor soortenparen (een supersoort bestaande uit twee zustergroepen) ontstonden zoals Voalavo gymnocaudus en Voalavo antsahabensis in de Noordelijke en Centrale Hooglanden. Geen van de montane endemische soorten komen ook voor in het Centraal Hoogland.
Het Noordelijk Hoogland ligt in de regio's Diana, Sava, Sofia en Atsinanana. Het bestaat uit het Tsaratananamassief en het Manongarivomassief in het westen, het Marojejymassief in het oosten, het Anjanaharibe-Sudmassief in het zuiden en de berg de Amber in het noorden. In het Tsaratananamassief bevindt zich het hoogste punt van Madagaskar: de Maromokotro (2876 meter).